# Ільяс Шаїр
Ільяс Шаїр (фр. Ilias Chair, араб. ايلياس تشاير, нар. 30 жовтня 1997, Антверпен) — бельгійський і марокканський футболіст, півзахисник англійського клубу «Квінз Парк Рейнджерс» і національної збірної Марокко.

## Клубна кар'єра
Народився 30 жовтня 1997 року в Антверпен. Вихованець юнацьких команд низки місцевих футбольних клубів.
У дорослому футболі дебютував 2015 року виступами за команду «Льєрс», в якій провів дві гру у другому бельгійському дивізіоні.
2017 року перебрався до Англії, де уклав контракт з «Квінз Парк Рейнджерс», представником Чемпіонату Футбольної ліги.
Протягом першої половини 2019 року захищав на умовах оренди кольори клубу «Стівенідж», після чого, повернувшись до «КПР» став вже гравцем основного складу цієї команди.

## Виступи за збірні
Маючи марокканське походження, 2021 року погодився захищати кольори національної збірної Марокко і дебютував у її складі.
У складі національної команди був учасником Кубка африканських націй 2021, що проходив на початку 2022 року в Камеруні, де виходив на поле в одній грі групового етапу.

## Статистика виступів

### Статистика клубних виступів
Станом на 1 лютого 2022
| Сезон             | Команда                | Чемпіонат         | Чемпіонат | Чемпіонат | Національний кубок | Національний кубок | Національний кубок | Континентальні кубки | Континентальні кубки | Континентальні кубки | Інші змагання | Інші змагання | Інші змагання | Усього | Усього | Усього |
| Сезон             | Команда                | Ліга              | Ігор      | Голів     | Ліга               | Ігор               | Голів              | Ліга                 | Ігор                 | Голів                | Ліга          | Ігор          | Голів         | Ігор   | Голів  |        |
| ----------------- | ---------------------- | ----------------- | --------- | --------- | ------------------ | ------------------ | ------------------ | -------------------- | -------------------- | -------------------- | ------------- | ------------- | ------------- | ------ | ------ | ------ |
| 2015–16           | «Льєрс»                | Д2                | 2         | 0         | КБ                 | 0                  | 0                  |                      | -                    | -                    |               | -             | -             | 2      | 0      |        |
| 2017–18           | «Квінз Парк Рейнджерс» | ЧФЛ               | 4         | 1         | КА+КЛ              | 1+2                | 0                  |                      | -                    | -                    |               | -             | -             | 7      | 1      |        |
| 2018-січ. 2019    | «Квінз Парк Рейнджерс» | ЧФЛ               | 4         | 0         | КА+КЛ              | 2+2                | 0                  |                      | -                    | -                    |               | -             | -             | 8      | 0      |        |
| січ.-черв. 2019   | «Стівенідж»            | ФЛ2               | 16        | 6         | КА+КЛ              | -                  | -                  |                      | -                    | -                    | ТФЛ           | -             | -             | 16     | 6      |        |
| 2019–20           | «Квінз Парк Рейнджерс» | ЧФЛ               | 41        | 4         | КА+КЛ              | 2+2                | 0+1                |                      | -                    | -                    |               | -             | -             | 45     | 5      |        |
| 2020–21           | «Квінз Парк Рейнджерс» | ЧФЛ               | 45        | 8         | КА+КЛ              | 1+1                | 0                  |                      | -                    | -                    |               | -             | -             | 47     | 8      |        |
| 2021–22           | «Квінз Парк Рейнджерс» | ЧФЛ               | 21        | 6         | КА+КЛ              | 0+3                | 0+0                |                      | -                    | -                    |               | -             | -             | 24     | 6      |        |
| Усього за «КПР»   | Усього за «КПР»        | Усього за «КПР»   | 115       | 19        |                    | 9                  | 1                  |                      | -                    | -                    |               | -             | -             | 124    | 20     |        |
| Усього за кар'єру | Усього за кар'єру      | Усього за кар'єру | 133       | 25        |                    | 16                 | 1                  |                      | -                    | -                    |               | -             | -             | 149    | 26     |        |